# Ericeae
Ericeae es una tribu de plantas perteneciente a la familia Ericaceae. El género tipo es: Erica L. Incluye los siguientes géneros:

## Géneros
- Calluna -
- Daboecia -
- Erica